# 元末四大家
元末四大家（げんまつしたいか）は、中国元代末期の文人画家である4人のこと。

## 概説
以下の4人を指す。
- 黄公望
- 倪瓚
- 呉鎮
- 王蒙

4人ともに元初の趙孟頫の復古主義的な画法に共鳴し、董源・巨然などの江南山水画様式を受け継ぎ、各々が個性的な画風を確立した。
文献的にはこの呼称は明代の何良俊の著した画論『四友斎叢説』に「黄呉倪王四大家」が初見と見られる。明初の王紱、明代中期の沈周や文徴明らの文人の間でこの四大家が盛んに称揚された。さらに明末の董其昌の南北宗論を受けて清朝になると絶大な評価を得る。とりわけ四王呉惲の南宗正統派とされる画派からは強く信奉された。